# Мадона дел Бањо (Казерта)
Мадона дел Бањо је насеље у Италији у округу Казерта, региону Кампанија.
Према процени из 2011. у насељу је живело 29 становника. Насеље се налази на надморској висини од 168 м.